# Matriu transposada conjugada
En matemàtiques, la matriu transposada conjugada d'una matriu A de dimensió m per n a entrades complexes és una matriu A* de dimensió n per m obtinguda a partir d'A prenent la seva transposada i després prenent el conjugat complex de cada entrada (és a dir, canviant de signe les parts imaginàries però no les parts reals). Formalment, la matriu transposada conjugada es defineix com:
{\displaystyle (\mathbf {A} ^{*})_{ij}={\overline {\mathbf {A} _{ji}}}}
on els subíndexs denoten l'entrada i,j-sima, per 1 ≤ i ≤ n i 1 ≤ j ≤ m, i la barra denota una conjugació complexa. (El conjugat complex de {\displaystyle a+bi}, on a i b són reals, és {\displaystyle a-bi}.)
També podem escriure aquesta definició com:
{\displaystyle \mathbf {A} ^{*}=({\overline {\mathbf {A} }})^{\mathrm {T} }={\overline {\mathbf {A} ^{\mathrm {T} }}}}
on {\displaystyle \mathbf {A} ^{\mathrm {T} }\,\!} denota la transposada i {\displaystyle {\overline {\mathbf {A} }}\,\!} denota la matriu amb entrades conjugades.
La matriu transposada conjugada d'una matriu A es pot denotar per qualsevol d'aquests símbols:
- {\displaystyle \mathbf {A} ^{*}\,\!} o {\displaystyle \mathbf {A} ^{\mathrm {H} }\,\!}, d'ús comú a l'àlgebra lineal
- {\displaystyle \mathbf {A} ^{\dagger }\,\!}, d'ús estès a mecànica quàntica
- {\displaystyle \mathbf {A} ^{+}\,\!}, encara que aquest símbol s'usa més freqüentment a l'hora de denotar la pseudoinversa d'una matriu

En alguns contexts, {\displaystyle \mathbf {A} ^{*}\,\!} denota la matriu amb entrades conjugades, i llavors la transposada conjugada s'escriu {\displaystyle \mathbf {A} ^{*\mathrm {T} }\,\!} o {\displaystyle \mathbf {A} ^{\mathrm {T} *}\,\!}.

## Exemple
Si
{\displaystyle \mathbf {A} ={\begin{bmatrix}3+i&5&-2i\\2-2i&i&-7-13i\end{bmatrix}}}
llavors
{\displaystyle \mathbf {A} ^{*}={\begin{bmatrix}3-i&2+2i\\5&-i\\2i&-7+13i\end{bmatrix}}}

## Observacions
Una matriu quadrada A amb entrades {\displaystyle a_{ij}} s'anomena:
- Hermítica o autoadjunta si A = A*, és a dir, {\displaystyle a_{ij}={\overline {a_{ji}}}} .
- Antihermítica si A = −A*, és a dir, {\displaystyle a_{ij}=-{\overline {a_{ji}}}} .
- Normal si A*A = AA*.
- Unitària si A* = A-1.

Encara que A no sigui quadrada, les dues matrius A*A i AA* són totes dues hermítiques, i de fet són semidefinides positives.
Per trobar la transposada conjugada d'una matriu A a entrades reals, n'hi ha propu amb trobar-ne la transposada, ja que el conjugat complex d'un nombre real és el mateix nombre real.

## Motivació
Una possible motivació per la definició del concepte de transposada conjugada rau en el fet que els nombres complexos es poden representar mitjançant matrius reals 2×2, amb les operacions habituals d'addició i producte matricials:
{\displaystyle a+ib\mapsto \left({\begin{matrix}a&-b\\b&a\end{matrix}}\right).}
És a dir, estem representant cada nombre complex z per la matriu real 2×2 de la transformació lineal associada al diagrama d'Argand (vist com l'espai vectorial real ℝ²).
Una matriu m per n de nombres complexos pot representar-se, de forma anàloga, per una matriu 2m per 2n a entrades reals. La transposada conjugada sorgeix de manera natural com a simple transposició d'aquesta matriu, que pot visualitzar-se de nou com una matriu n per m a entrades complexes.

## Propietats
- (A + B)* = A* + B* per dues matrius qualssevol A i B de les mateixes dimensions.
- (r A)* = r*A* per qualsevol complex r i qualsevol matriu A. Aquí, r* denota el conjugat complex de r.
- (AB)* = B*A* per qualsevol matriu A m per n i qualsevol matriu B n per p. Notem que s'inverteix l'ordre dels factors.
- (A*)* = A per qualsevol matriu A.
- Si A és una matriu quadrada, llavors det (A*) = (det A)* i tr (A*) = (tr A)*
- A és invertible si i només si A* és invertible, i en cas afirmatiu, (A*)−1 = (A−1)*.
- Els valors propis de A* són els conjugats complexos dels valors propis de A.
- {\displaystyle \langle \mathbf {Ax} ,\mathbf {y} \rangle =\langle \mathbf {x} ,\mathbf {A} ^{*}\mathbf {y} \rangle } per qualsevol matriu A m per n, qualsevol vector x de ℂn i qualsevol vector y de ℂm. Aquí, {\displaystyle \langle \cdot ,\cdot \rangle } denota el producte escalar habitual a ℂm i ℂn.

## Generalitzacions
La darrera propietat que hem vist ens mostra que si visualitzem A com una transformació lineal entre els espais de Hilbert ℂn i ℂm, llavors la matriu A* correspon a l'operador adjunt de A. Així doncs, el concepte d'operador adjunt entre espais de Hilbert es pot veure com una generalització del concepte de matriu transposada conjugada.
Una altra generalització: suposem que A és una aplicació lineal d'un espai vectorial complex V a un altre, W. Llavors té sentit definir l'aplicació lineal conjugada i l'aplicació lineal transposada, i podem prendre la transposada conjugada de A com la conjugada complexa de la transposada de A. Així tenim una correspondència entre l'espai dual de W i el conjugat dual de V.